# عارض طفل

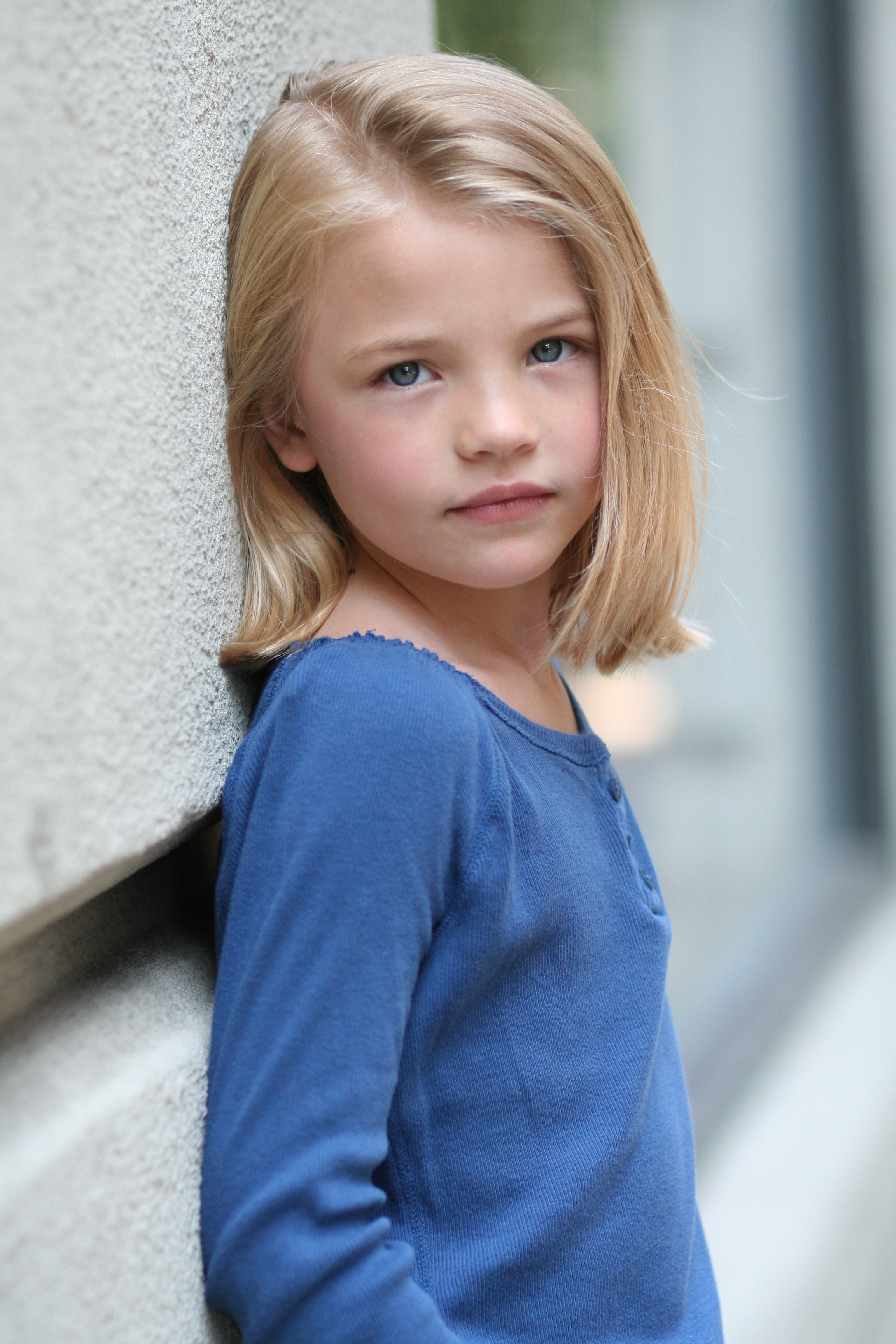
يتم استخدام العارضين من الأطفال في مجموعة متنوعة من الأغراض الإعلانية، وذلك لأنهم غالبًا ما يثيرون شعورًا بالبراءة أو الرقة.

يشير العارض الطفل إلى طفل يتم تعيينه لعرض وإعلان وترويج منتجات تجارية (وخصوصًا أزياء الموضة) أو ليعمل كموديل لعمل فني، مثل التصوير والرسم والنحت.

## المهنة
لقد قام الفنانون باستخدام الأطفال كعارضين في أعمال لا تعد ولا تحصى على مر القرون. ولقد أصبحت مهنة العرض للأطفال نشاطًا متميزًا بسبب توسع وسائل الإعلام التجارية على مدى العقود الماضية. فالعديد من الممثلات صغار السن ومنهن، كاثرين هيغل وليندزي لوهان وزيندايا وبيلا ثورن وبروك شيلدز بدأن في عملهن كعارضات وهن أطفال. ويروي كتاب ليزآن: العارضة الصغيرة (Lisanne: A Young Model)، قصة حياة ليزآن فالك والتي كانت زميلة بروك شيلدز في وكالة فورد لعارضي الأزياء في أواخر السبعينيات. ولقد كانت فالك، على غرار شيلدز ناجحة نسبيًا كعارضة طفلة وقامت بالظهور على أغلفة المجلات وخصوصًا سفنتين ولتصميمات افتتاحيات عروض الموضة وللإعلان في المجلات والكتالوجات التي تُطلب عبر البريد. وقد ظهرت العارضتان في كتالوجات سيرز ومونتغمري وارد لعام 1977. ثم انتقلت فالك، مثل شيلدز، من عرض الأزياء إلى الأفلام عندما أصبحت أكبر سنًا. ولقد قامت مؤخرًا العارضة الطفلة الأسترالية، مورغان فيزرستون بتحقيق نجاح عالمي ولكن أيضًا تم توجيه انتقادات إليها لأنها تبدو أكبر من سنها الحقيقي.
ولقد أدى النجاح الملموس للعارضين من الأطفال الذين أصبحوا من مشاهير الإعلام إلى سعي عدد من الأطفال (وآبائهم) وراء مهنة العرض بدوام جزئي. من الناحية العملية، يتم عرض معظم وظائف العرض على الأطفال الذين سبق لهم العمل كعارضين وتكوين علاقة عمل مع إحدى الوكالات. ويكمن التحدي في الحصول على أول عمل بالنسبة للعارضين المحتملين. وعادةً ما يتم ذلك من خلال الإحالات بواسطة أشخاص يعملون بالفعل في مجال العرض. كما يمكن الحصول على فرص عمل من خلال الاتصال المباشر مع وكالات العارضين. وأحيانًا، قد يتم «اكتشاف» الطفل في مكان عام أو من خلال وسائل شعبية أخرى،  مثل:
- التنافس في مسابقات ملكات جمال محلية ودولية
- العمل مع مستثمرين محليين في العرض على نطاق صغير
- الاشتراك في عروض الأزياء في المراكز التجارية
- الدخول في مسابقات الصور

## عمليات الاحتيال
إن أية وكالة مرموقة لعارضي الأزياء لا تتطلب دفع مبالغ مسبقة أو تدريبًا خاصًا قبل قبول عارض جديد. فيمكن اكتشاف العديد من عمليات الاحتيال من خلال سعيها للتركيز على العناصر أو الخدمات التي يتم الدفع مقابلها أو قد يطلبون من الوصي على العارض المحتمل التوقيع على عقود تتضمن «شروطًا قياسية» مريبة. ومن المظاهر الإضافية لكشف الوكلات الخادعة التي تهدف إلى كسب الأموال من خلال الوعود الوهمية هي: 1. طلب الاستثمار في مجموعة الصور الخاصة بالطفل 2. وعود بعمل ذي أجر مرتفع. 3. تحديد موعد مع الطفل دون رؤية صورة له / لها.

## الراتب
يعتمد الراتب الذي يتقاضاه الطفل على نوع العمل الذي تعاقد عليه.
فعادةً ما يتم تقاضي حوالي 70 دولارًا في الساعة في جلسات التقاط الصور لمقالات المجلات. ومن ناحية أخرى، من الممكن أن يبلغ الراتب المتقاضى عن عمل إعلاني ما بين 1000 و1200 دولار في اليوم. وتستقطع الوكالة الخاصة بالطفل عمولة من الربح تبلغ حوالي 20%.